# Азовский казачий полк

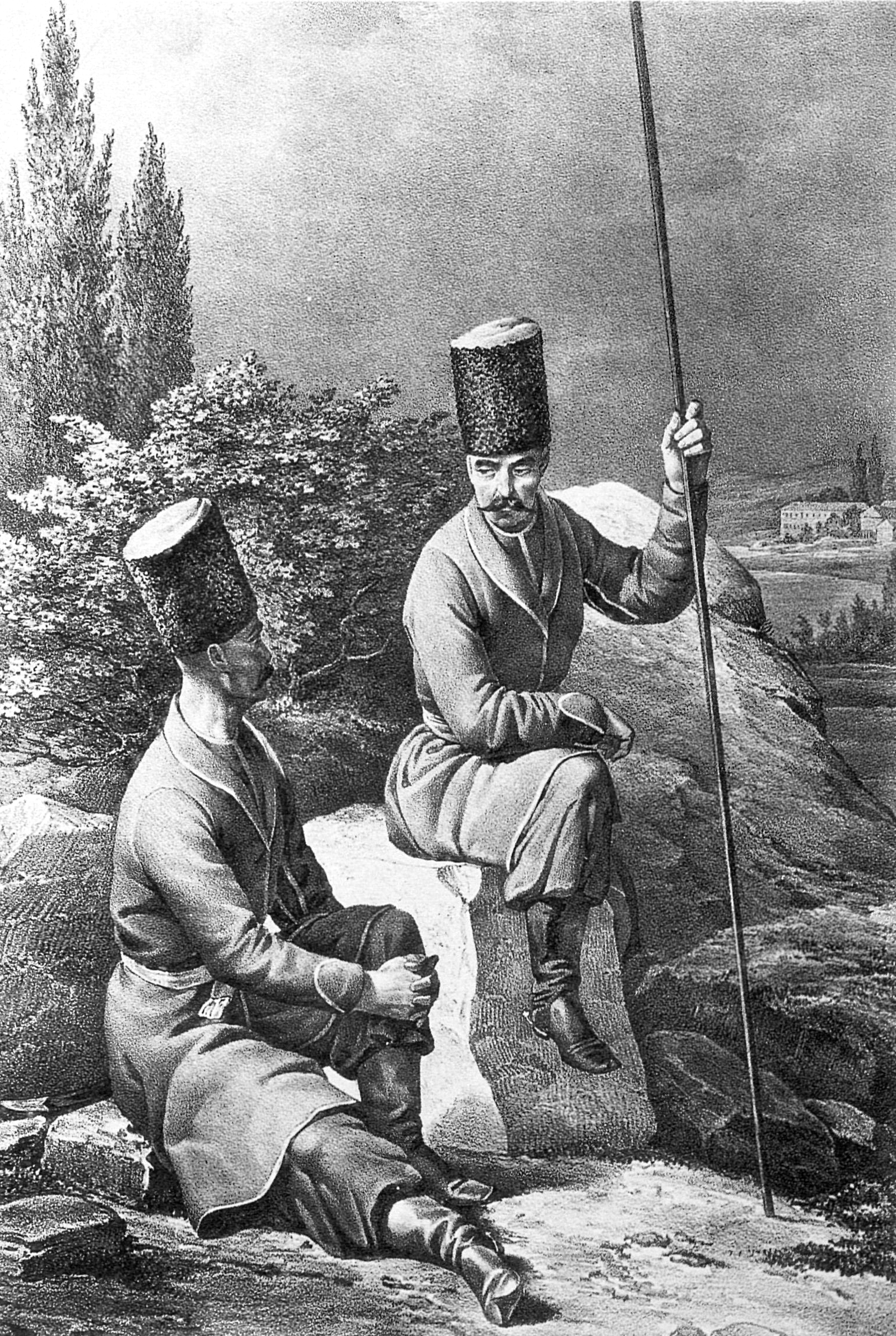
Азовский и таганрогский казаки в 1774 году.

Азовский пеший казачий полк (в отличие от позднее образованного Азовского казачьего войска) со времен завоевания русскими Азова в 1696 году составлял казачью часть его гарнизона, а также других укреплений в дельте Дона — Серовской и Никоновской каланчей, Гордона, Лютика, Царя и прочие.

## История
В 1711 году после заключения Прутского мира и отдачи по нему туркам крепости Азова у города Черкесска построена крепость «Транжемент» с гарнизоном, среди которого был и Азовский пеший казачий полк.
В 1730 году крепость «Транжемент» перенесена выше по течению Дона и названа крепостью Святой Анны.
9 января 1737 года казаки гарнизона крепости Святой Анны были выделены из Донского войска под названием Азовских казаков.
В 1761 году крепость Святой Анны перенесена ниже по Дону в местность между Ростовом и Нахичеванью и названа крепостью Святого Димитрия Ростовского (ныне Ростов-на-Дону).
9 сентября 1769 года в крепости Азове был повторно учрежден из донских казаков пятисотенный Азовский конный казачий полк, прежний же Азовский конный казачий полк, по месту его расположения, стал именоваться Казачьим полком крепости Святого Димитрия или Димитриевским казачьим полком.
22 июня 1770 года в Азове назначено учредить также и пеший казачий полк, но это не было приведено в исполнение.
25 июня 1775 года Азовский конный казачий полк был распущен. Казаки из него расселились по низовым станицам: Елизаветовской и Гниловской.